# Штефанка, Юрай
 Юрай Штефанка (словац. Juraj Štefanka; род. 28 января 1976 года, Нитра, Чехословакия) — словацкий хоккеист, центральный нападающий. Участник трёх чемпионатов мира.

## Биография
Родом из Нитры. Старший брат Мирослав — также хоккеист.

### Карьера
Воспитанник хоккейной школы ХК «Нитра». Выступать начал за ХК «Нитра», затем «Слован» (Братислава), HC Karlovy Vary, HC Plzeň, HC Kladno, HC Vítkovice, HC Znojmo, HC Oceláři Třinec и HC Slavia Praha.
В составе национальной сборной Словакии был заявлен на чемпионатах мира в 2004, 2005 и 2009. Всего за сборную Словакии сыграл 55 матчей, забив 14 голов. 